# Liste des titres musicaux numéro un au Royaume-Uni en 2014
Cette page liste les titres classés no 1 des ventes de disques au Royaume-Uni pour l'année 2014 selon The Official Charts Company.
Les classements hebdomadaires sont issus des 100 meilleures ventes de singles (UK Singles Chart) et des 100 meilleures ventes d'albums (UK Albums Chart). Ils prennent en compte les ventes physiques et digitales et, à partir du mois de juillet, les écoutes en streaming converties en équivalents ventes. Ils sont dévoilés le dimanche.

## Classement des singles
| №  | Date         | Artiste                                 | Titre                        | Référence |
| -- | ------------ | --------------------------------------- | ---------------------------- | --------- |
| 1  | 5 janvier    | Pitbull feat. Kesha                     | Timber                       |           |
| 2  | 12 janvie    | Pharrell Williams                       | Happy                        |           |
| 3  | 19 janvier   | Pharrell Williams                       | Happy                        |           |
| 4  | 26 janvier   | Clean Bandit feat. Jess Glynne          | Rather Be                    |           |
| 5  | 2 février    | Clean Bandit feat. Jess Glynne          | Rather Be                    |           |
| 6  | 9 février    | Clean Bandit feat. Jess Glynne          | Rather Be                    |           |
| 7  | 16 février   | Clean Bandit feat. Jess Glynne          | Rather Be                    |           |
| 8  | 23 février   | Sam Smith                               | Money on My Mind             |           |
| 9  | 2 mars       | Pharrell Williams                       | Happy                        |           |
| 10 | 9 mars       | Route 94 feat. Tinie Tempah             | My Love                      |           |
| 11 | 16 mars      | DVBBS & Borgeous feat. John Legend      | Tsunami (Jump)               |           |
| 12 | 23 mars      | Duke Dumont feat. Jax Jones             | I Got U                      |           |
| 13 | 30 mars      | 5 Seconds of Summer                     | She Looks So Perfect         |           |
| 14 | 6 avril      | Aloe Blacc                              | The Man                      |           |
| 15 | 13 avril     | Sigma feat. Daniel Pearce (en)          | Nobody to Love               |           |
| 16 | 20 avril     | Kiesza                                  | Hideaway                     |           |
| 17 | 27 avril     | Mr Probz                                | Waves                        |           |
| 18 | 4 mai        | Calvin Harris                           | Summer                       |           |
| 19 | 11 mai       | Mr Probz                                | Waves                        |           |
| 20 | 18 mai       | Rita Ora                                | I Will Never Let You Down    |           |
| 21 | 25 mai       | Sam Smith                               | Stay with Me                 |           |
| 22 | 1er juin     | SecondCity (en)                         | I Wanna Feel                 |           |
| 23 | 8 juin       | Ed Sheeran                              | Sing                         |           |
| 24 | 15 juin      | Ella Henderson                          | Ghost                        |           |
| 25 | 22 juin      | Ella Henderson                          | Ghost                        |           |
| 26 | 29 juin      | Oliver Heldens & Becky Hill             | Gecko                        |           |
| 27 | 6 juillet    | Ariana Grande feat. Iggy Azalea         | Problem                      |           |
| 28 | 13 juillet   | will.i.am feat. Cody Wise (en)          | It's My Birthday             |           |
| 29 | 20 juillet   | Rixton                                  | Me and My Broken Heart       |           |
| 30 | 27 juillet   | Cheryl Cole                             | Crazy Stupid Love            |           |
| 31 | 3 août       | Magic!                                  | Rude                         |           |
| 32 | 10 août      | Nico & Vinz                             | Am I Wrong                   |           |
| 33 | 17 août      | Nico & Vinz                             | Am I Wrong                   |           |
| 34 | 24 août      | David Guetta feat. Sam Martin           | Lovers on the Sun            |           |
| 35 | 31 août      | Lilly Wood and the Prick & Robin Schulz | Prayer in C                  |           |
| 36 | 7 septembre  | Lilly Wood and the Prick & Robin Schulz | Prayer in C                  |           |
| 37 | 14 septembre | Calvin Harris feat. John Newman         | Blame                        |           |
| 38 | 21 septembre | Sigma feat. Paloma Faith                | Changing                     |           |
| 39 | 28 septembre | Jessie J, Ariana Grande & Nicki Minaj   | Bang Bang                    |           |
| 40 | 5 octobre    | Meghan Trainor                          | All About That Bass          |           |
| 41 | 12 octobre   | Meghan Trainor                          | All About That Bass          |           |
| 42 | 19 octobre   | Meghan Trainor                          | All About That Bass          |           |
| 43 | 26 octobre   | Meghan Trainor                          | All About That Bass          |           |
| 44 | 2 novembre   | Ed Sheeran                              | Thinking Out Loud            |           |
| 45 | 9 novembre   | Cheryl Cole                             | I Don't Care                 |           |
| 46 | 16 novembre  | Gareth Malone (en)'s All Star Choir     | Wake Me Up                   |           |
| 47 | 23 novembre  | Band Aid 30                             | Do They Know It's Christmas? |           |
| 48 | 30 novembre  | Take That                               | These Days                   |           |
| 49 | 7 décembre   | Ed Sheeran                              | Thinking Out Loud            |           |
| 50 | 14 décembre  | Mark Ronson feat. Bruno Mars            | Uptown Funk                  |           |
| 51 | 21 décembre  | Ben Haenow                              | Something I Need             |           |
| 52 | 28 décembre  | Mark Ronson feat. Bruno Mars            | Uptown Funk                  |           |

## Classement des albums
| №  | Date         | Artiste             | Titre                                   | Référence |
| -- | ------------ | ------------------- | --------------------------------------- | --------- |
| 1  | 5 janvier    | Ellie Goulding      | Halcyon                                 |           |
| 2  | 12 janvier   | Ellie Goulding      | Halcyon                                 |           |
| 3  | 19 janvier   | Bruce Springsteen   | High Hopes                              |           |
| 4  | 26 janvier   | Ellie Goulding      | Halcyon                                 |           |
| 5  | 2 février    | You Me at Six       | Cavalier Youth                          |           |
| 6  | 9 février    | Bombay Bicycle Club | So Long, See You Tomorrow               |           |
| 7  | 16 février   | Katy B              | Little Red                              |           |
| 8  | 23 février   | Bastille            | Bad Blood                               |           |
| 9  | 2 mars       | Bastille            | Bad Blood                               |           |
| 10 | 9 mars       | Pharrell Williams   | GIRL                                    |           |
| 11 | 16 mars      | Elbow               | The Take Off and Landing of Everything  |           |
| 12 | 23 mars      | George Michael      | Symphonica                              |           |
| 13 | 30 mars      | Sam Bailey          | The Power of Love                       |           |
| 14 | 6 avril      | Kaiser Chiefs       | Education, Education, Education and War |           |
| 15 | 13 avril     | Kaiser Chiefs       | Education, Education, Education and War |           |
| 16 | 20 avril     | Paolo Nutini        | Caustic Love                            |           |
| 17 | 27 avril     | Paolo Nutini        | Caustic Love                            |           |
| 18 | 4 mai        | Paolo Nutini        | Caustic Love                            |           |
| 19 | 11 mai       | Lily Allen          | Sheezus                                 |           |
| 20 | 18 mai       | Michael Jackson     | Xscape                                  |           |
| 21 | 25 mai       | Coldplay            | Ghost Stories                           |           |
| 22 | 1er juin     | Sam Smith           | In the Lonely Hour                      |           |
| 23 | 8 juin       | Sam Smith           | In the Lonely Hour                      |           |
| 24 | 15 juin      | Kasabian            | 48:13                                   |           |
| 25 | 22 juin      | Lana Del Rey        | Ultraviolence                           |           |
| 26 | 29 juin      | Ed Sheeran          | x                                       |           |
| 27 | 6 juillet    | Ed Sheeran          | x                                       |           |
| 28 | 13 juillet   | Ed Sheeran          | x                                       |           |
| 29 | 20 juillet   | Ed Sheeran          | x                                       |           |
| 30 | 27 juillet   | Ed Sheeran          | x                                       |           |
| 31 | 3 août       | Ed Sheeran          | x                                       |           |
| 32 | 10 août      | Ed Sheeran          | x                                       |           |
| 33 | 17 août      | Ed Sheeran          | x                                       |           |
| 34 | 24 août      | Collabro            | Stars                                   |           |
| 35 | 31 août      | Royal Blood         | Royal Blood                             |           |
| 36 | 7 septembre  | Sam Smith           | In the Lonely Hour                      |           |
| 37 | 14 septembre | Sam Smith           | In the Lonely Hour                      |           |
| 38 | 21 septembre | The Script          | No sound Without Silence                |           |
| 39 | 28 septembre | Alt-J               | This Is All Yours                       |           |
| 40 | 5 octobre    | George Ezra         | Wanted on Voyage                        |           |
| 41 | 12 octobre   | George Ezra         | Wanted on Voyage                        |           |
| 42 | 19 octobre   | Ella Henderson      | Chapter One                             |           |
| 43 | 26 octobre   | Ben Howard          | I Forget Where We Were                  |           |
| 44 | 2 novembre   | Taylor Swift        | 1989                                    |           |
| 45 | 9 novembre   | Ed Sheeran          | x                                       |           |
| 46 | 16 novembre  | Pink Floyd          | The Endless River                       |           |
| 47 | 23 novembre  | One Direction       | Four                                    |           |
| 48 | 30 novembre  | Olly Murs           | Never Been Better                       |           |
| 49 | 7 décembre   | Take That           | III                                     |           |
| 50 | 14 décembre  | Ed Sheeran          | x                                       |           |
| 51 | 21 décembre  | Ed Sheeran          | x                                       |           |
| 52 | 28 décembre  | Ed Sheeran          | x                                       |           |

## Meilleures ventes de l'année
| Singles | Albums |
| --- | --- |
| 1. Pharrell Williams – Happy 2. Clean Bandit feat. Jess Glynne - Rather Be 3. John Legend – All of Me 4. Mr Probz - Waves 5. Ed Sheeran - Thinking Out Loud 6. Ella Henderson - Ghost 7. Sam Smith - Stay with Me 8. Meghan Trainor - All About That Bass 9. Pitbull feat. Kesha - Timber 10. George Ezra – Budapest | 1. Ed Sheeran - x 2. Sam Smith - In the Lonely Hour 3. George Ezra - Wanted on Voyage 4. Paolo Nutini - Caustic Love 5. Coldplay - Ghost Stories 6. Paloma Faith - A Perfect Contradiction 7. One Direction - Four 8. Olly Murs - Never Been Better 9. Pink Floyd - The Endless River 10. Take That - III |